# 塔尔伯特港
塔尔伯特港（英語：Port Talbot）是英國南威爾斯格拉摩根的傳統工業城鎮，約有5萬人口。它原為一個小型港口，由阿梵河（Afan）的地主把持，全仗豐富的煤礦和水源支持工業發展。19世紀時，塔尔伯特家族在當地冒起，不但支助當地修道院，亦在當地建立城堡，早期整個城鎮的經濟命脈均與塔尔伯特家族息息相關，當地亦以該家族命名。

## 外部連結
- . Neath Port Talbot Council.   [12 May 2018]. （原始内容存档于27 September 2020）.
- Port Talbot Historical Society （页面存档备份，存于）
- www.geograph.co.uk : photos of Port Talbot and surrounding area （页面存档备份，存于）